# Kabul Bank Football Club
Maillots
Le Kabul Bank Football Club (en dari : باشگاه فوتبال کابل بانک, et en pachto : کابل بانک فوټبال کلب), plus couramment abrégé en Kabul Bank, est un club afghan de football fondé en 2004 et basé à Kaboul, la capitale du pays.
Le club est propriété de la Kabul Bank.

## Historique
- 2004 : Fondation du club sous le nom de Kabul Bank FC.
- 2009 : Premier titre de Champion d'Afghanistan.

## Palmarès
| Compétitions nationales                                                                                                 |
| --- |
| - Championnat d'Afghanistan (1) : - Champion : 2009. - Vice-champion : 2007. - Coupe d'Afghanistan : - Finaliste: 2008. |

## Anciens joueurs du club
- Hafizullah Qadami
- Hamidullah Yosufzai
- Israfeel Kohistani
- Zohib Islam Amiri